# Явник
Явник (словен. Javnik) — поселення в общині Подвелка, Регіон Корошка, Словенія. Висота над рівнем моря: 591,3 м.